# Wilson's Mills
Wilson's Mills és una població dels Estats Units a l'estat de Carolina del Nord. Segons el cens del 2008 tenia 1.598 habitants, 465 habitatges i 357 famílies. La densitat de població era de 136,2 habitants per km².